# ОШ „Јован Јовановић Змај” Мартинци
ОШ „Јован Јовановић Змај” једна је од основних школа у Сремској Митровици. Налази се у улици Железничка 2, у Мартинцима.

## Историјат
Школа у Мартинцима је утемељена 1770. године. Тада је школски простор обезбедила црквена општина која је и била оснивач тадашње школе. Осмогодишња школа је почела са радом у послератним годинама у две мање школске зграде. Школске 1961—1962. године било је највише ученика (око 620).
Данашња школа је основана од стране Града Сремска Митровица 1963. године. Садашња школска зграда је изграђена 1966. од самодоприноса самих мештана. Први директор школе је био учитељ Душан Гуша. Школска слава се обележава 24. новембра, на дан рођења Јована Јовановића Змаја.
Површина школе са објектом намењеним за извођење наставе физиког васпитања је 2784m². Има један спрат, поседује школску библиотеку, информатички кабинет, канцеларије ваннаставног особља, шеснаест учионица, свечану салу,чајну кухињу, дежурану и ложиону и велико школско двориште са теренима за фудбал и кошарку. Године 2006. је изграђена фискултурна сала – Балон сала која је спојена са школом.